# De bewening
De bewening of Piëta is een schilderij van de Vlaamse kunstschilder Rogier van der Weyden uit omstreeks 1441. Het toont de bewening van Christus, een populair thema in de christelijke beeldende kunst, dat in zwang raakte in de hoge middeleeuwen. Tegenwoordig bevindt het kunstwerk zich in de Koninklijke Musea voor Schone Kunsten van België te Brussel. Het werd aangekocht op een veiling in Genua op 29 november 1899.

## Context
Rogier van der Weyden werd omstreeks 1399 of 1400 in Doornik in de Zuidelijke Nederlanden geboren, en stierf in 1464 in Brussel. Hij behoorde tot de school der Vlaamse Primitieven, een groep kunstschilders uit de Nederlanden van de 15e en begin 16e eeuw, voornamelijk werkzaam rond de bloeiende steden Brugge, Gent, Leuven, Doornik en Brussel. Van der Weyden werd opgeleid door de met een noodnaam aangeduide kunstenaar "Meester van Flémalle", wiens identiteit mogelijk vereenzelvigd kan worden met de kunstschilder Robert Campin. Van der Weyden hield zich vooral bezig met het vervaardigen van religieuze triptieken, altaarstukken, en particuliere bestellingen van portretten. Het schilderij de bewening is een goed voorbeeld van de religieuze thematiek in het werk van Van der Weyden. 
De bewening wordt meestal toegeschreven aan Rogier van der Weyden op stilistische gronden. Volgens sommige kunsthistorici is dit werk echter niet door Van der Weyden zelf geschilderd, maar door medewerkers uit zijn atelier. Er bestaan meerdere versies van, die zijn uitgevoerd door ateliermedewerkers, wat de geldigheid van deze theorie ondersteunt. Enkele van deze varianten hangen in de National Gallery in Londen en in het Prado in Madrid. Infrarood- en röntgenonderzoek wijzen er echter op dat de versie in Brussel het origineel is en daadwerkelijk gemaakt is door Van der Weyden. Het is niet uitgesloten dat hij bij het vervaardigen van dit werk hulp kreeg van zijn ateliermedewerkers. Jaarringenonderzoek heeft verder uitgewezen dat het schilderij omstreeks 1441 gemaakt kan zijn. Dit betekent dat het tot de beginperiode van zijn loopbaan als zelfstandig schilder behoort. 

## Voorstelling
Het schilderij toont de bewening van Christus: nadat Jezus Christus van het kruis is gehaald, rouwen zijn vrienden en familie aan zijn gehavende, halfnaakte lichaam. Johannes de Evangelist en Maria ondersteunen het lichaam van Jezus. Johannes ondersteunt met zijn rechterhand het lichaam van Jezus, en raakt daarbij tevens de knie van Maria aan. Zijn andere hand gebruikt hij om Maria te troosten, die haar zoon innig omhelst. Rechts van hen zit Maria Magdalena, die geknield Jezus aanbidt. Zij kan herkend worden aan haar bijbehorende kenteken: de zalfpot links van haar. De bewening van Christus is een populair thema in de christelijke schilderkunst, maar een Bijbeltekst ligt aan dit onderwerp niet ten grondslag.
De op de voorgrond afgebeelde schedel verzinnebeeldt de naam Golgotha ("schedelplaats"), de locatie waar het drama zich afspeelt. Volgens de kruislegendes van die tijd was dit de schedel van Adam. Hiermee wijst de schilder op het christelijke beginsel dat Jezus stierf om de erfzonde, het gevolg van de zondeval van Adam, uit te wissen. De op het schilderij afgebeelde tragedie was volgens de christelijke theologie niet slechts een zinloos lijden: de dood van Jezus had een hoger doel, namelijk het ongedaan maken van de zonden van de mensheid, die met Adam begonnen. De schedel en het lichaam van Jezus symboliseren dus het begin en het einde van de tot dan toe door de mensheid begane zonden. 
De polsen van Jezus zijn niet anatomisch juist weergegeven: ze zijn zichtbaar langer dan normaal. Dit kan het gevolg zijn van de onbekwaamheid van een medewerker, maar ook bewust zo door Van der Weyden zijn gedaan: door het kruisigen zouden de polsen van Jezus uitgerekt zijn onder het gewicht van zijn eigen lichaam. Dit soort realistische details zijn kenmerkend voor het werk van Van der Weyden.

## Verwante werken

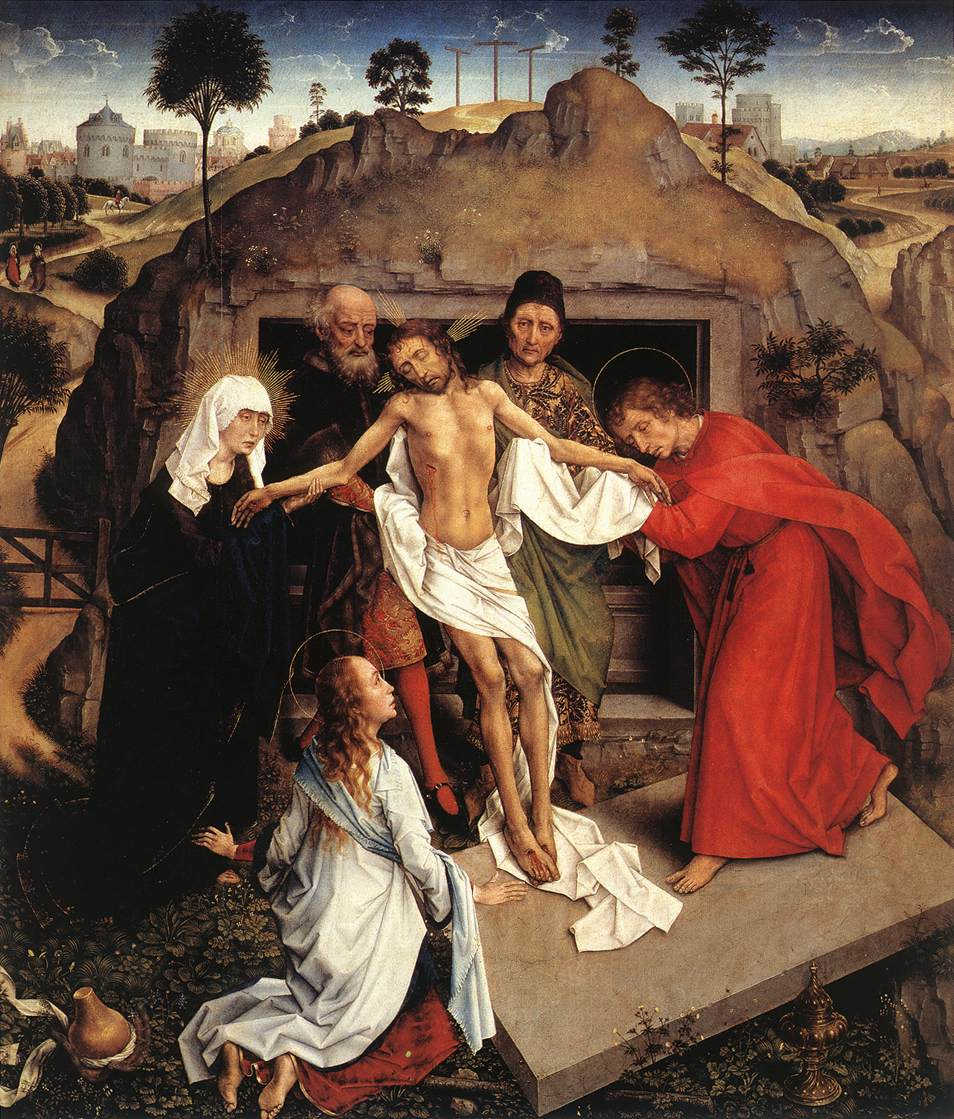
Rogier van der Weyden, De bewening voor het open graf
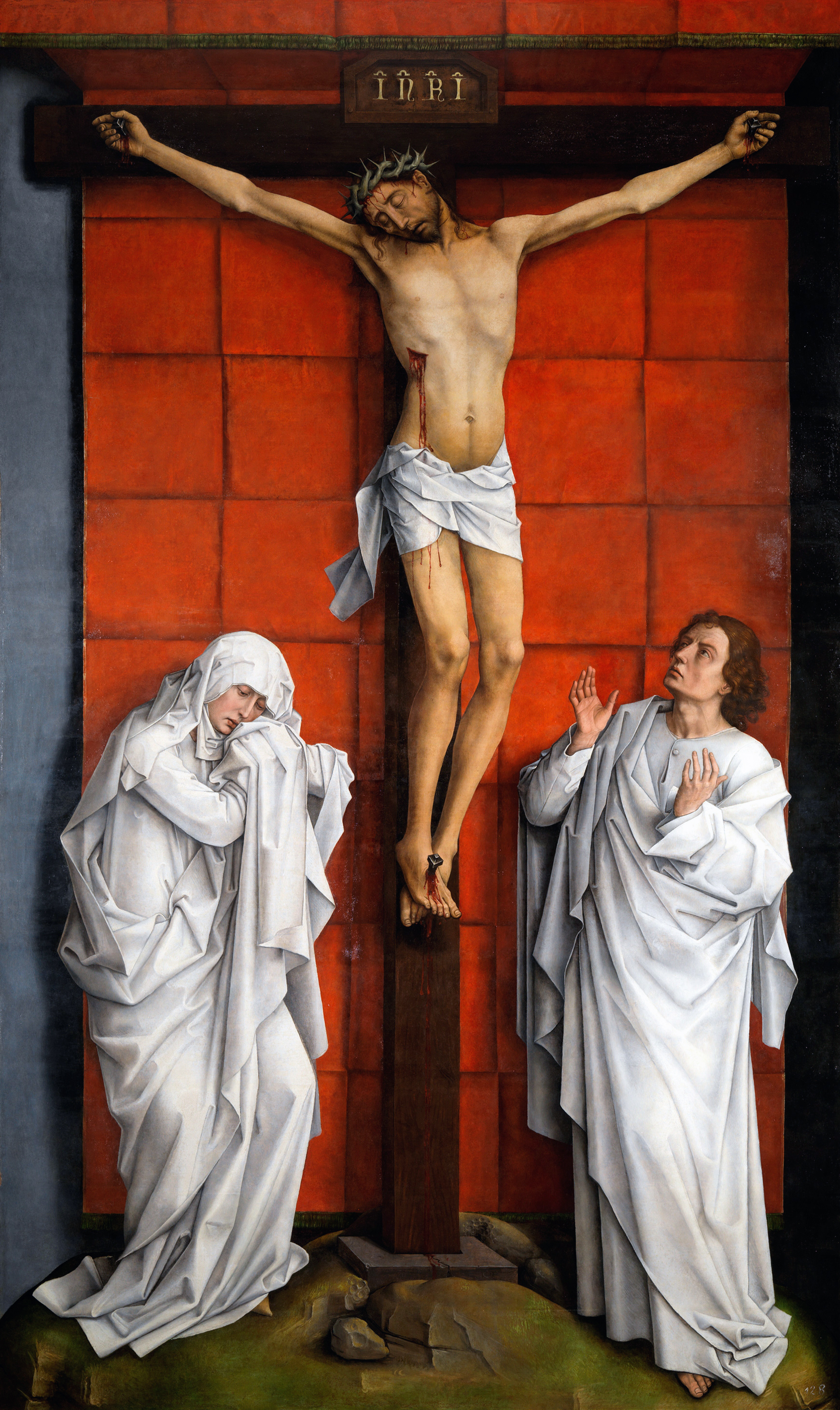
Rogier van der Weyden, Calvarie van Scheut
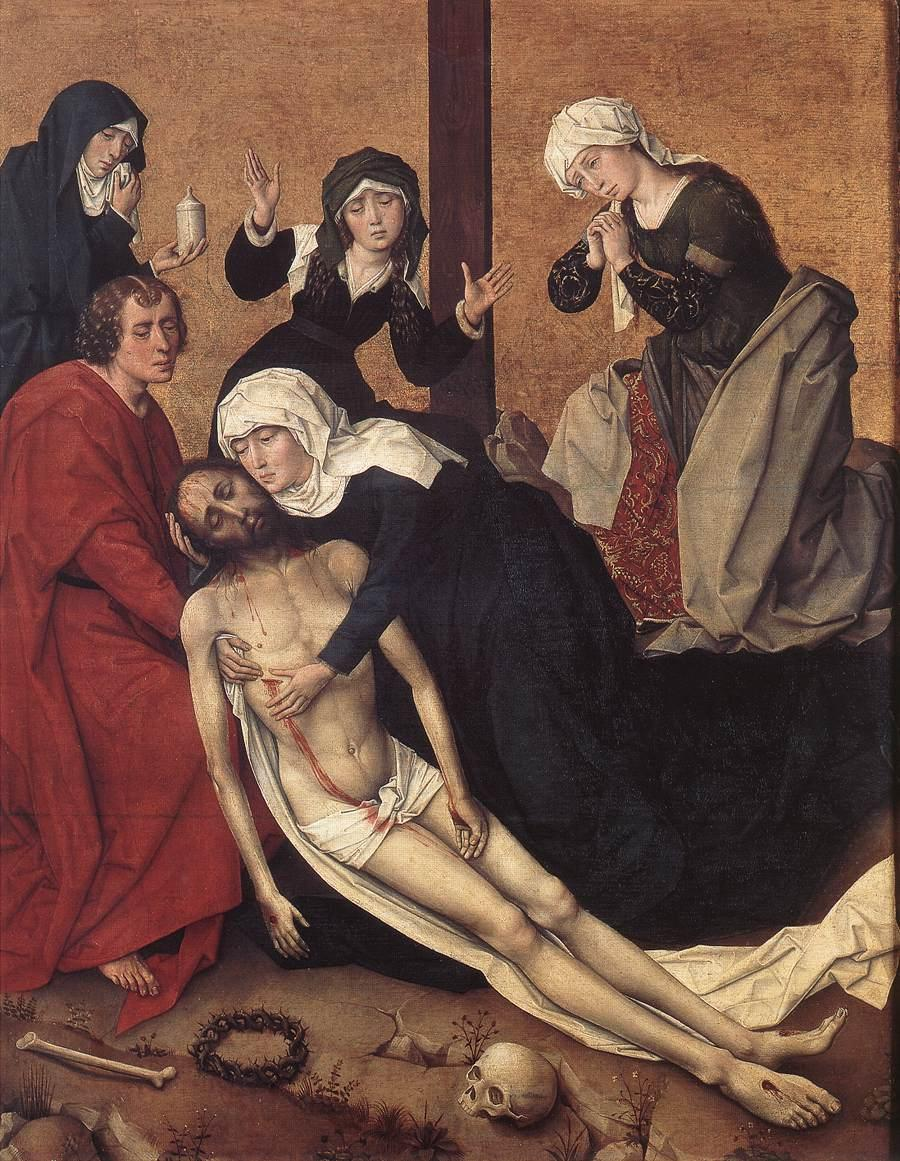
Vrancke van der Stockt, Bewening van Christus, circa 1455-60, Museum Mayer van den Bergh, Antwerpen